# Voodoo (álbum de Alexz Johnson)
Voodoo es el álbum debut de la cantante canadiense Alexz Johnson, lanzado digitalmente el 9 de marzo de 2010 y disponible físicamente desde el 30 de marzo de 2010, bajo la producción de Brendan Johnson.

## Información del álbum
Voodoo contiene 11 canciones compuestas en su totalidad por ella y su hermano, quien produjo el álbum.
El primer sencillo del álbum fue "Trip Around the World" lanzado el 2 de febrero, se puede escuchar en su sitio oficial y Myspace.
El video musical para Trip Around The World fue lanzado poco después en Much Music y su sitio oficial, fue filmando en Nueva Orleans a mediados de enero, bajo la dirección de Michael Maxxis.

## Lista de canciones
| N.º | Título | Duración |  |

## The House of Voodoo Tour
| N.º | Título | Duración |  |